# DSV-Pokal 2019/20
Der DSV-Pokal 2019/20 war die 48. Austragung des Wasserballpokalwettbewerbs der Herren. Er begann am 19. September 2019 mit der 1. Runde und endet aufgrund der COVID-19-Pandemie erst am 27. September 2020 mit dem Finalsieg der Wasserfreunde Spandau 04 gegen den Titelverteidiger Waspo 98 Hannover.

## Teilnehmende Mannschaften
Für den DSV-Pokal hatten sich folgende 32 Mannschaften qualifiziert:
| Deutsche Wasserball-Liga die 15 Vereine der Saison 2018/19 | 2. Wasserball-Liga Landesgruppen der Saison 2018/19 |
| Plätze 1 – 8 - Wasserfreunde Spandau 04 - Waspo 98 Hannover (TV) - OSC Potsdam - ASC Duisburg - SSV Esslingen - White Sharks Hannover - SV Ludwigsburg 08 - SG Neukölln Berlin Plätze 9 – 13 - Duisburger SV 98 - SV Bayer Uerdingen 08 - SGW Köln - SV Krefeld 72 - SV Weiden Rückzug nach der Saison aus der DWL - SVV Plauen - SC Wedding Berlin | Nord - Poseidon Hamburg - SpVg Laatzen - Hellas 1899 Hildesheim - Hamburger Turnerbund von 1862 Ost - Wasserball-Union Magdeburg - SGW Brandenburg - HSG TH Leipzig - SG Schöneberg Berlin West - Düsseldorfer SC 1898 - SGW Solingen/Wuppertal - SV Lünen 08 - Aachener Schwimmverein 06 Süd - SV Würzburg 05 - SG Stadtwerke München - SV Cannstatt - VfB Friedberg |

## Modus
Der Sieger im DSV-Pokal, wurde nach dem K.-o.-System ermittelt. Die Paarungen wurden vor jeder Runde ausgelost, wobei unterklassige Vereine Heimrecht hatten. Endete ein Spiel nach regulärer Spielzeit unentschieden, wurde der Sieger durch ein sofortiges Fünfmeterwerfen ermittelt.

## 1. Runde
In der ersten Runde im DSV-Pokal starteten die qualifizierten Mannschaften aus den Landesgruppen der 2. Wasserball-Liga aus der Saison 2018/19.
| Datum               |                            | Ergebnis |                      |
| ------------------- | -------------------------- | -------- | -------------------- |
| Do 19.09. 20:30 Uhr | Aachener Schwimmverein 06  | 13:11    | SV Lünen 08          |
| Sa 21.09. 13:00 Uhr | SG Stadtwerke München      | [ R1 1 ] | SG Schöneberg Berlin |
| Sa 21.09. 14:00 Uhr | Hellas 1899 Hildesheim     | 11:12    | VfB Friedberg        |
| Sa 21.09. 18:00 Uhr | Wasserball-Union Magdeburg | 13:14    | Düsseldorfer SC 1898 |
| Sa 21.09. 19:30 Uhr | SV Würzburg 05             | 20:60    | Hamburger TB         |
| So 22.09. 11:30 Uhr | SGW Brandenburg            | 13:23    | Poseidon Hamburg     |
| So 29.09. 13:00 Uhr | HSG TH Leipzig             | 13:12    | SV Cannstatt         |
| Freilos:            | SpVg Laatzen               |          |                      |
| Freilos:            | SGW Solingen/Wuppertal     |          |                      |

1. ↑  München kam kampflos weiter, da die SG Schöneberg Berlin kurzfristig auf einen Pokalstart verzichtete
2. ↑  Sieg nach Fünfmeterwerfen

## 2. Runde
In der zweiten Runde gesellten sich zu den neun Siegern der ersten Runde, jene Mannschaften aus der Deutschen Wasserball-Liga die in der Saison 2018/19 die Plätze 9 bis 13 belegten oder sich aus der Liga zurückzogen. Die Auslosung erfolgte durch den früheren Nationalspieler Erik Bukowski.
| Datum               |                           | Ergebnis |                       |
| ------------------- | ------------------------- | -------- | --------------------- |
| Sa 19.10. 13:00 Uhr | SpVg Laatzen              | 13:14    | SV Bayer Uerdingen 08 |
| Sa 19.10. 15:00 Uhr | SGW Solingen/Wuppertal    | 07:17    | SV Weiden             |
| Sa 19.10. 17:00 Uhr | Poseidon Hamburg          | 14:11    | SVV Plauen            |
| Sa 19.10. 17:00 Uhr | SV Würzburg 05            | 11:13    | SGW Köln              |
| Sa 19.10. 17:30 Uhr | SC Wedding Berlin         | 12:17    | SV Krefeld 72         |
| Sa 19.10. 19:30 Uhr | SG Stadtwerke München     | 09:12    | Düsseldorfer SC 1898  |
| Sa 19.10. 20:15 Uhr | VfB Friedberg             | 18:07    | HSG TH Leipzig        |
| So 20.10. 18:30 Uhr | Aachener Schwimmverein 06 | 05:18    | Duisburger SV 98      |

## Achtelfinale
Ab dem Achtelfinale stiegen die acht besten Mannschaften der Deutschen Wasserball-Liga aus der Saison 2018/19 in den Wettbewerb ein.
| Datum               |                       | Ergebnis |                          |
| ------------------- | --------------------- | -------- | ------------------------ |
| Do 28.11. 20:30 Uhr | Düsseldorfer SC 1898  | 01:28    | Wasserfreunde Spandau 04 |
| Sa 30.11. 13:00 Uhr | Poseidon Hamburg      | 15:50    | SV Bayer Uerdingen 08    |
| Sa 30.11. 14:00 Uhr | White Sharks Hannover | 12:90    | SSV Esslingen            |
| Sa 30.11. 16:00 Uhr | Duisburger SV 98      | 07:27    | Waspo 98 Hannover        |
| Sa 30.11. 16:00 Uhr | SG Neukölln Berlin    | 10:15    | ASC Duisburg             |
| Sa 30.11. 16:00 Uhr | SV Weiden             | 13:15    | SV Krefeld 72            |
| Sa 30.11. 18:00 Uhr | SGW Köln              | 10:13    | SV Ludwigsburg 08        |
| So 01.12. 16:00 Uhr | VfB Friedberg         | 08:22    | OSC Potsdam              |

## Viertelfinale
| Datum               |                       | Ergebnis |                          |
| ------------------- | --------------------- | -------- | ------------------------ |
| So 09.02. 13:30 Uhr | White Sharks Hannover | 09:20    | Wasserfreunde Spandau 04 |
| So 09.02. 14:00 Uhr | Poseidon Hamburg      | 09:19    | Waspo 98 Hannover        |
| So 09.02. 16:00 Uhr | ASC Duisburg          | 15:10    | SV Ludwigsburg 08        |
| So 09.02. 16:30 Uhr | SV Krefeld 72         | 08:19    | OSC Potsdam              |

## Finalrunde inBerlin

### Halbfinale
| Datum               |                   | Ergebnis |                          |
| ------------------- | ----------------- | -------- | ------------------------ |
| Sa 26.09. 17:15 Uhr | Waspo 98 Hannover | 11:70    | OSC Potsdam              |
| Sa 26.09. 19:00 Uhr | ASC Duisburg      | 09:16    | Wasserfreunde Spandau 04 |

### Spiel um Platz 3
| Datum               |             | Ergebnis |              |
| ------------------- | ----------- | -------- | ------------ |
| So 27.09. 13:30 Uhr | OSC Potsdam | 15:13    | ASC Duisburg |

### Finale
| Waspo 98 Hannover | Waspo 98 Hannover | Wasserfreunde Spandau 04 | Wasserfreunde Spandau 04 |
| | Finale Sonntag, 27. September 2020 um 15:15 Uhr in Berlin (Sport- und Lehrschwimmhalle Schöneberg) Ergebnis: 8:12 (1:3,3:3,3:4,1:2) Schiedsrichter: Stefan Seidel, Ralf Müller Spielerstatistik |                          |                          |
| Moritz Schenkel – Ante Ćorušić, Reiko Zech, Julian Real, Darko Brguljan, Aleksandar Radović , Petar Muslim, Philip Kubisch, Ivan Nagaev, Matija Brguljan, Fynn Schütze, Jorn Winkelhorst, Marko Macan Trainer: Karsten Seehafer | László Baksa – Remi Saudadier, Lucas Gielen, Marino Cagalj, Ivan Zović, Maurice Jüngling, Denis Strelezkij, Nikola Dedović, Marko Stamm , Aleks Sekulić, Marin Restović, Stefan Pjesivac, Yannek Chiru Trainer: Petar Kovačević                                                                                       |                          |                          |
| 1:1 Darko Brguljan (1:40) 2:4 Ivan Nagaev (10:44) 3:4 Ivan Nagaev (11:30) 4:6 Aleksandar Radović (13:11) 5:6 Fynn Schütze (19:44) 6:8 Aleksandar Radović (22:11) 7:9 Aleksandar Radović (23:18) 8:12 Aleksandar Radović (30:51) | 0:1 Maurice Jüngling (1:22) 1:2 Ivan Zović (2:57) 1:3 Ivan Zović (3:50) 1:4 Denis Strelezkij (9:15) 3:5 Denis Strelezkij (11:48) 3:6 Marko Stamm (12:17) 5:7 Lucas Gielen (20:22) 5:8 Nikola Dedović (21:51) 6:9 Marko Stamm (22:59) 7:10 Stefan Pjesivac (23:54) 7:11 Lucas Gielen (24:38) 7:12 Lucas Gielen (28:41) |                          |                          |